# Novel·la

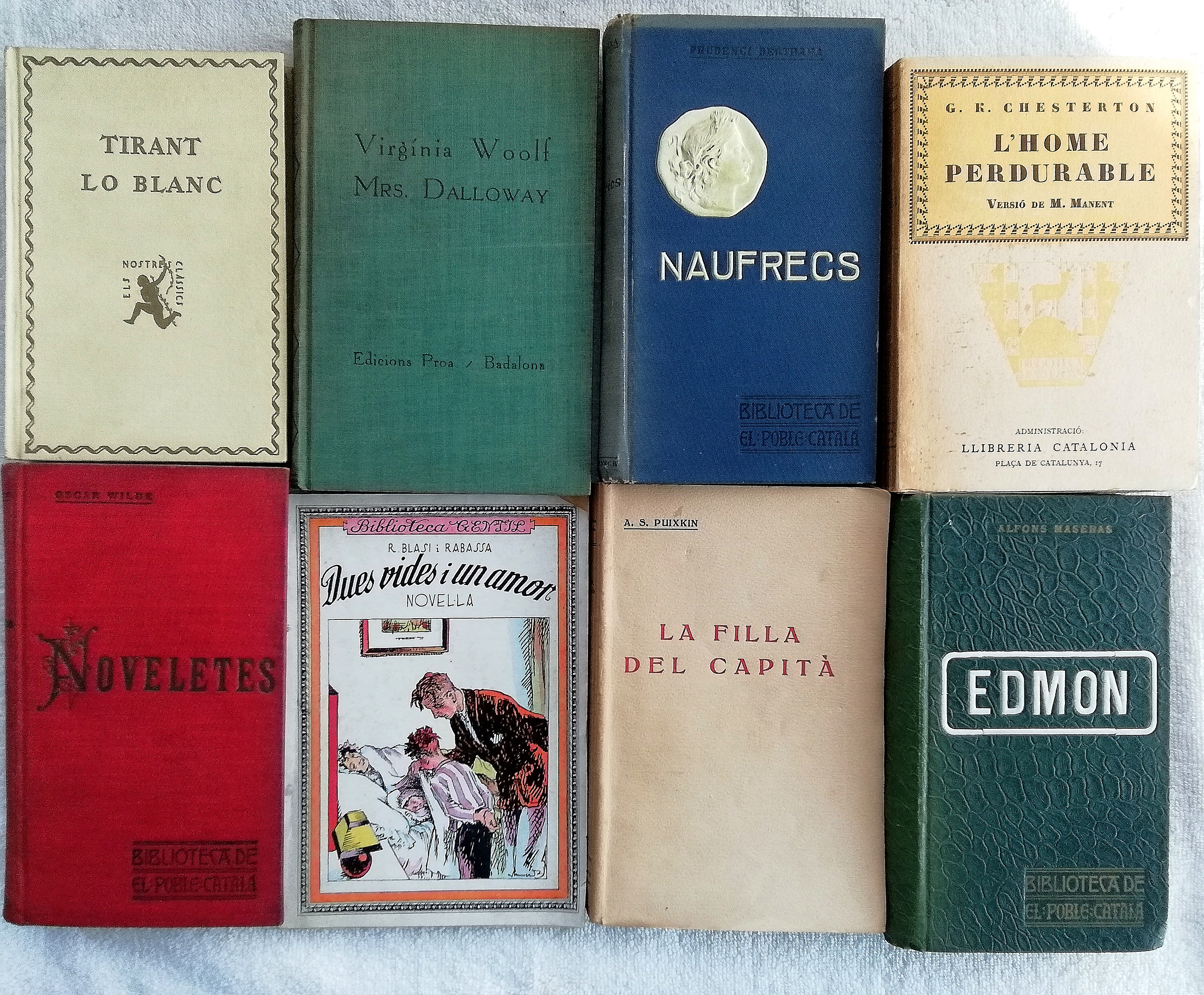
Novel·les publicades a principis del segle XX (anys 1906 a 1933). Tirant Lo Blanc, Mrs Dalloway de Virgínia Woolf, Nàufrags de Prudenci Bertrana, L'Home Perdurable de G. K. Chesterton, novel·letes d'Oscar Wilde, La filla del capità de Puixkin, Edmon d'Alfons Maseras.

La novel·la o romanç és un gènere literari narratiu, generalment en prosa i d'una extensió que pot ser considerable on s'expliquen fets de ficció a partir d'uns personatges, una ambientació, un narrador i un punt de vista. Poden aparèixer descripcions i diàlegs per a embellir, aclarir o fer més amena l'acció. El gènere en si sorgeix a l'edat moderna.
El mot novel·la és un manlleu de l'italià novella (nova, novella). Tanmateix, l'italià novella designa una narració curta, una mica més llarga o complexa que un conte o relat, el que se sol anomenar en català novel·la curta o novel·leta. En italià, com en altres llengües, es destria novella de romanzo (la novel·la catalana), diferència paral·lela a la del francès nouvelle/roman. Alguns proposen de reintroduir el terme romanç que té equivalència en les altres llengües romàniques.
Les temptatives per a delimitar els dos gèneres no han estat reeixides a causa de la varietat d'opinions dels crítics: la majoria coincideixen que l'extensió mínima d'una novel·la contemporània ha de ser d'unes 50000 paraules.

## Elements de la novel·la

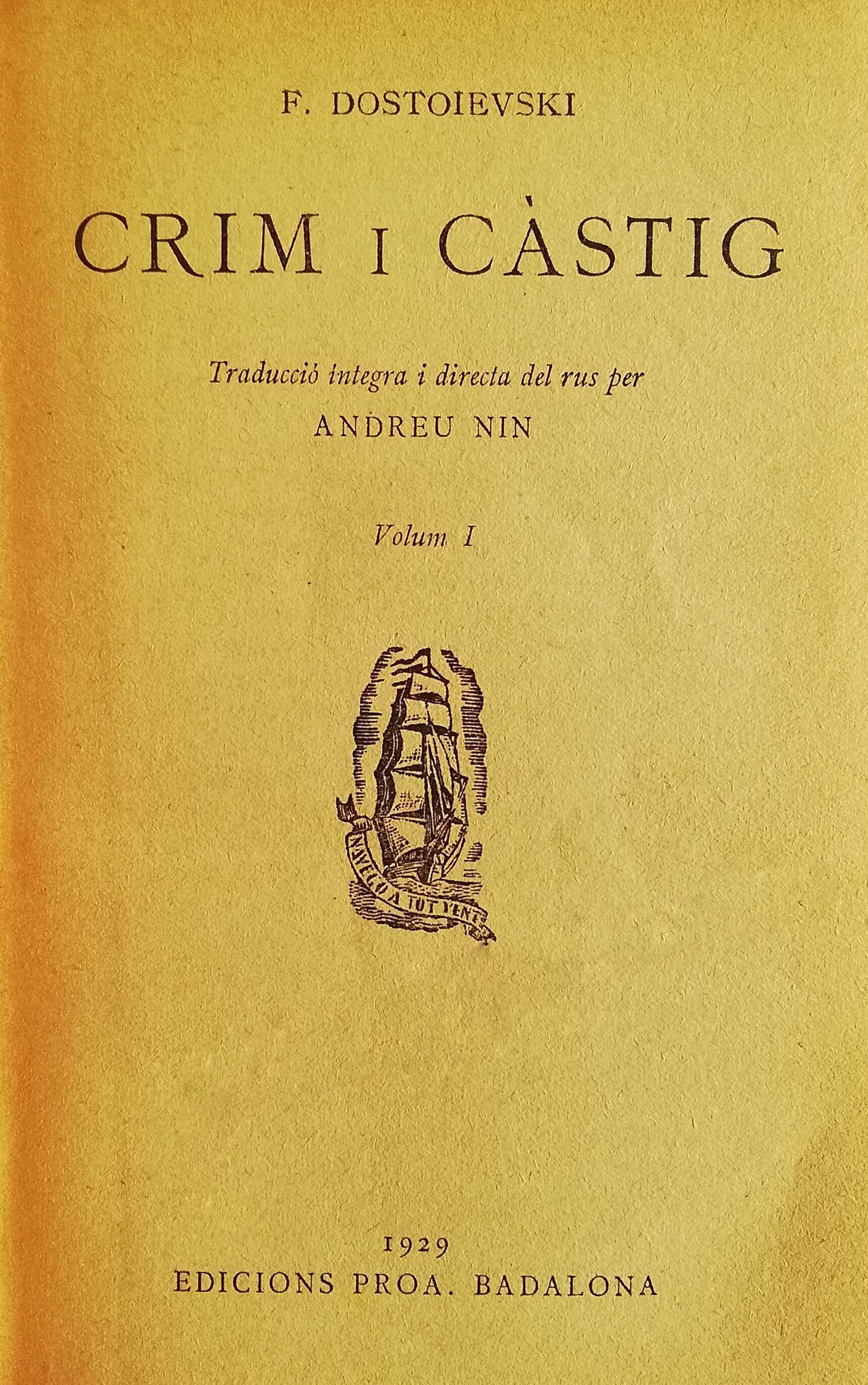
Crim i Càstig de Dostoievski, una de les novel·les més destacables del segle XIX. Edició publicada l'any 1929

Els elements de la novel·la poden variar en funció de l'època o el subgènere. Tot i així, sempre hi ha una sèrie d'elements comuns que contenen totes elles.
- Personatges: sempre hi ha un protagonista que centra la mirada de l'autor i un antagonista que li impedeix de realitzar les accions que té encomanades. A més d'una sèrie de personatges secundaris amb trames paral·leles o independents.
- Ambient: l'acció se situa en un espai i un temps determinat. Hi pot haver alguns elements de fantasia que són descrits directament o a través de les accions dels personatges.
- Narrador: hi ha una veu narrativa que ens acompanya en el transcurs del relat. Aquesta pot ser descrita en primera persona (en boca del personatge principal) o bé en tercera persona (si la veu narrativa és externa a la història). Normalment, aquesta última pot ser objectiva o no respecte al que narra. En narratologia s'anomena focalització.
- Temporalització: la història es pot narrar de manera lineal i cronològica o començar in medias res (al mig de l'acció) per tornar enrere i explicar el passat: un flaixbac de la història.
- Destinatari: la novel·la pot tenir un destinatari explícit, com passa amb les epistolars, o dirigir-se al lector ideal, el qual pot apel·lar l'autor.
- Estructura: la novel·la se sol estructurar en diversos capítols (a vegades agrupats en parts o llibres) i aquests es divideixen en paràgrafs o seqüències narratives. Les més modernes, però, trenquen aquesta convenció i s'estructuren lliurement a petició de l'autor.

## Història de la novel·la

### Món antic
Els orígens de la novel·la estan en altres gèneres narratius, des del text sumeri l'Epopeia de Guilgameix, l'èpica amb la Ilíada i L'Odissea d'Homer o l'Eneida de Virgili; les narracions curtes d'aventures que sorgiren a l'època hel·lenística grega (habitualment conegudes com a 'novel·les gregues' o 'novel·les bizantines'), com ara Dafnis i Cloe de Longus i L'ase d'or d'Apuleu.

### Edat mitjana

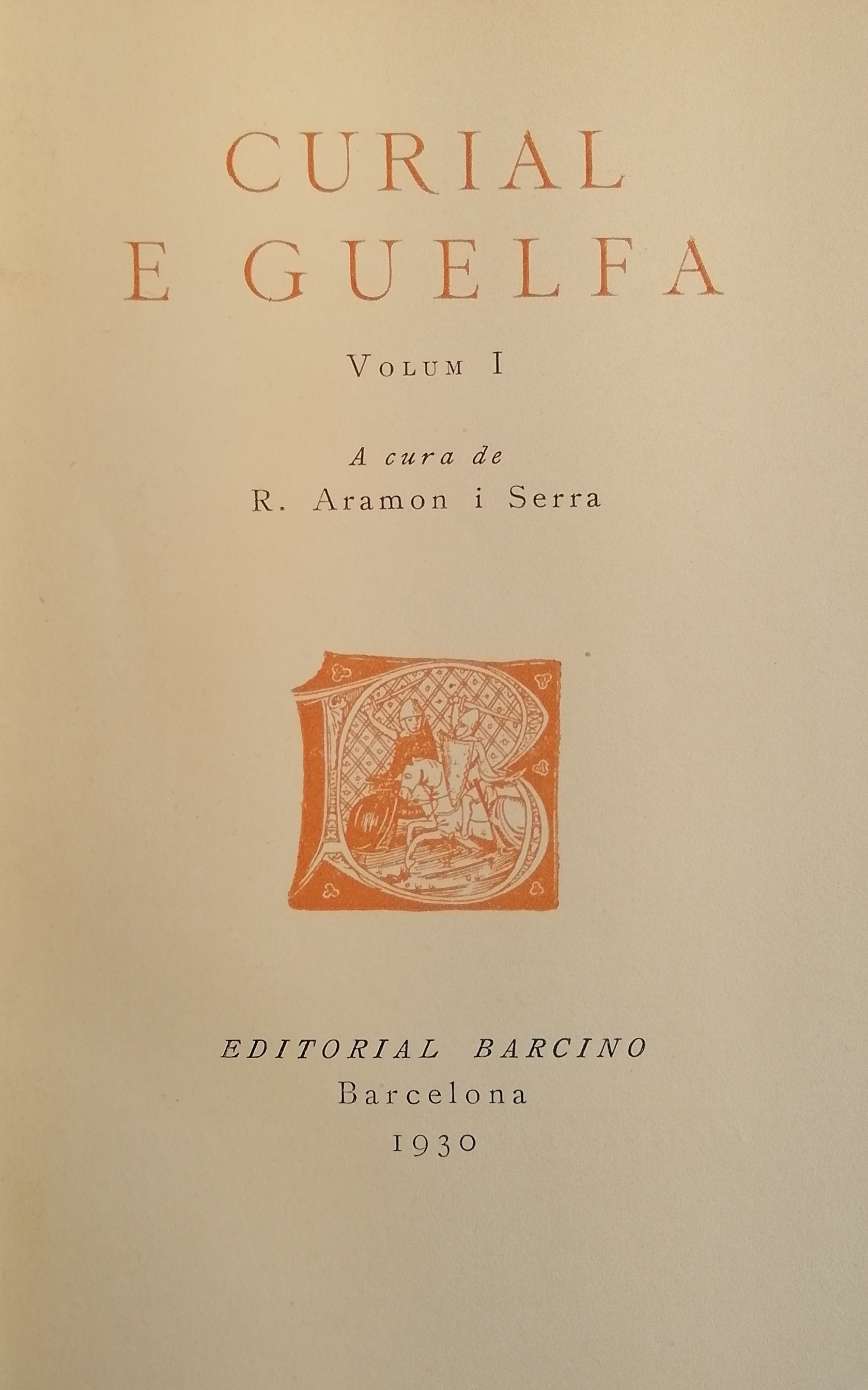
Curial e Güelfa, exemple de novel·la de cavalleries de literatura catalana medieval. Edició publicada a Barcelona per l'Editorial Barcino dins la col·lecció Els Nostres Clàssics l'any 1930

A l'edat mitjana va sorgir la cançó de gesta, gènere narratiu en vers que no es pot considerar encara pròpiament novel·la, i la novel·la de cavalleries, les primeres novel·les pròpiament dites. En un primer moment es tradueixen obres clàssiques al francès antic en octosíl·labs apariats (p. ex. el Roman d'Eneas que seria una adaptació de l'Eneida). Aquests s'anomenen roman perquè pretenen posar en llengua romànica (mettre en roman, com diuen els mateixos textos) les obres clàssiques (aquest roman ha quedat com el nom francès de la novel·la). Cal dir que la traducció es fa segons la concepció medieval de traduir que seria una concepció molt allunyada de la nostra. Seguien el model clàssic quant a la manera de narrar en vers la vida d'un personatge exemplar. La novel·la pròpiament dita s'inicia amb l'anomenada "matèria de Bretanya" que va donar lloc al primer cicle novel·lesc que explicava les vides de tots els components de la Taula Rodona. Destaca l'autor Chrétien de Troyes que introdueix la novetat, pel seu temps, de situar l'acció de les seves obres fora de la història (en aquell moment, les obres clàssiques com l'Eneida es consideraven històriques) introduint, per tant, la ficció; també situa els seus romans en un espai de temps indeterminat: moltes s'inicien en un dia de Pasqua o de Pentecosta, però hi ha la voluntat de situar-les fora del temps històric; no tenen voluntat de crònica. També estaven plenes d'aventures curioses que permetien la seva transmissió oral. Cal recordar que en una època on la producció d'un manuscrit era molt cara i la majoria de la població era analfabeta, la novel·la va destinada a ser escoltada i no pas llegida per part del públic. Durant els segles xiv i xv, gràcies a l'emergent mercat del llibre, van començar a aparèixer els primers texts en prosa, que podien ser la prosificació d'una cançó de gesta o també obres de nova creació.
La invenció de la impremta per part de Johannes Gutenberg el 1440 va afavorir la difusió de les novel·les, que van començar a diversificar-se a partir de l'Edat Moderna. Dues grans tradicions van coexistir durant molt de temps: la paròdica, exemplificat en l'obra de Cervantes, i una altra hereva dels herois de l'antiguitat. Les dues tradicions van anar guanyant realisme i seguien les exigències dels lectors.

### Seglexviii

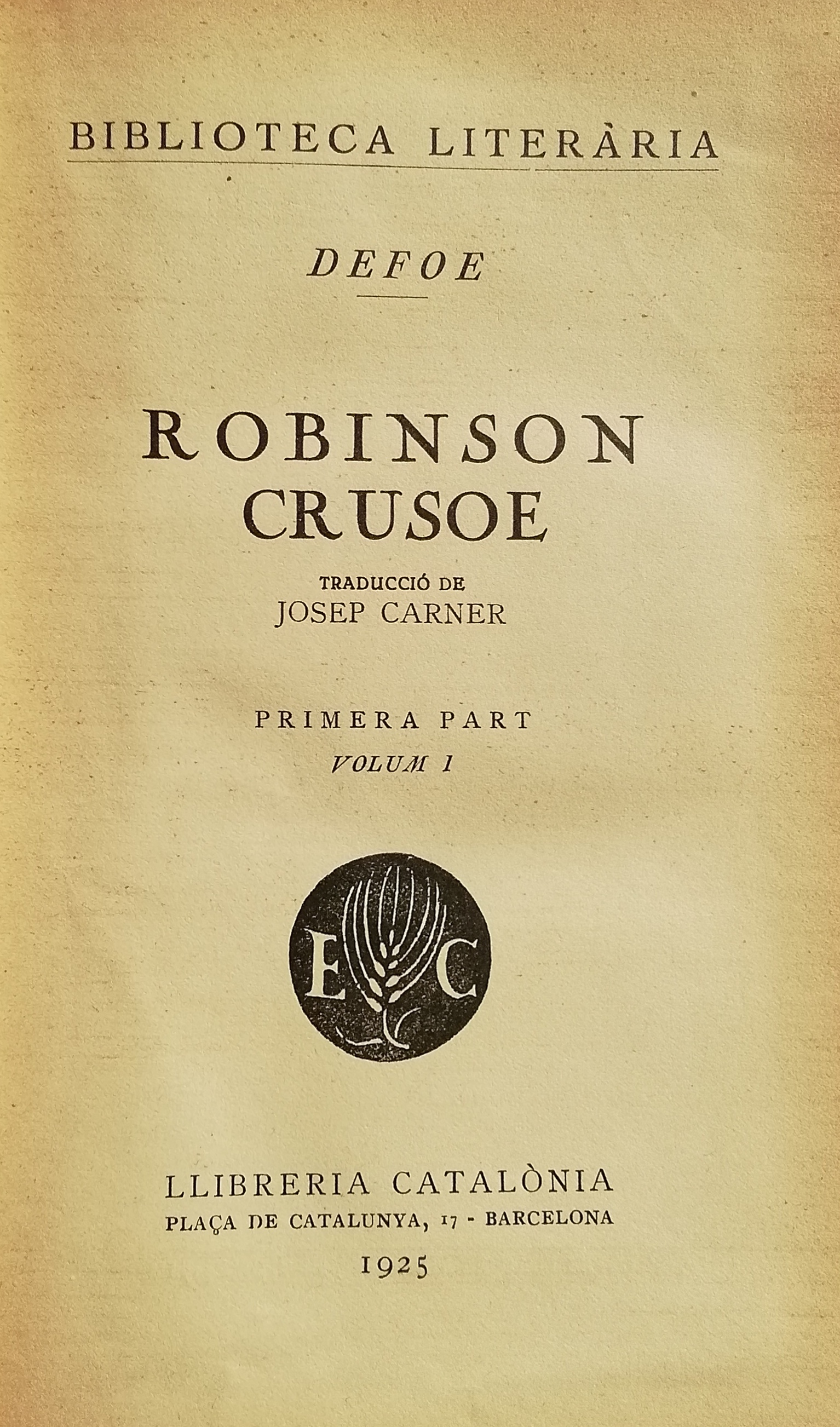
Robinson Crusoe de Daniel Defoe, una de les novel·les d'aventures més populars creada l'any 1719. A la imatge, una edició publicada a Barcelona per la Llibreria Catalònia l'any 1925

Al segle xviii la novel·la va guanyar en didactisme, s'usava la vida dels altres en ficcions per aprendre sobre la pròpia existència. En aquesta època es va convertir en el gènere més popular, fet que continua encara vigent.

### Seglexix
Amb el segle xix i el Realisme, la producció de novel·les es va disparar (per això es considera aquest període el segle d'or de la novel·la europea), tant pel que fa a l'extensió territorial, com als temes, subgèneres i profunditat dels personatges principals. L'ambientació dels relats va créixer considerablement gràcies al gust dels narradors per la descripció.

### Segle XX
Al segle xx es va posar en crisi el concepte mateix de novel·la: les obres experimentals, les barreges de gènere, la irrupció de l'aspecte visual de la pàgina, l'autobiografia real o fictícia... Aquesta nova novel·la, que continua provant nous camins al segle xxi, va conviure amb la història d'estructura clàssica. També es van multiplicar els subgèneres segons l'estil i la temàtica.

## Gèneres

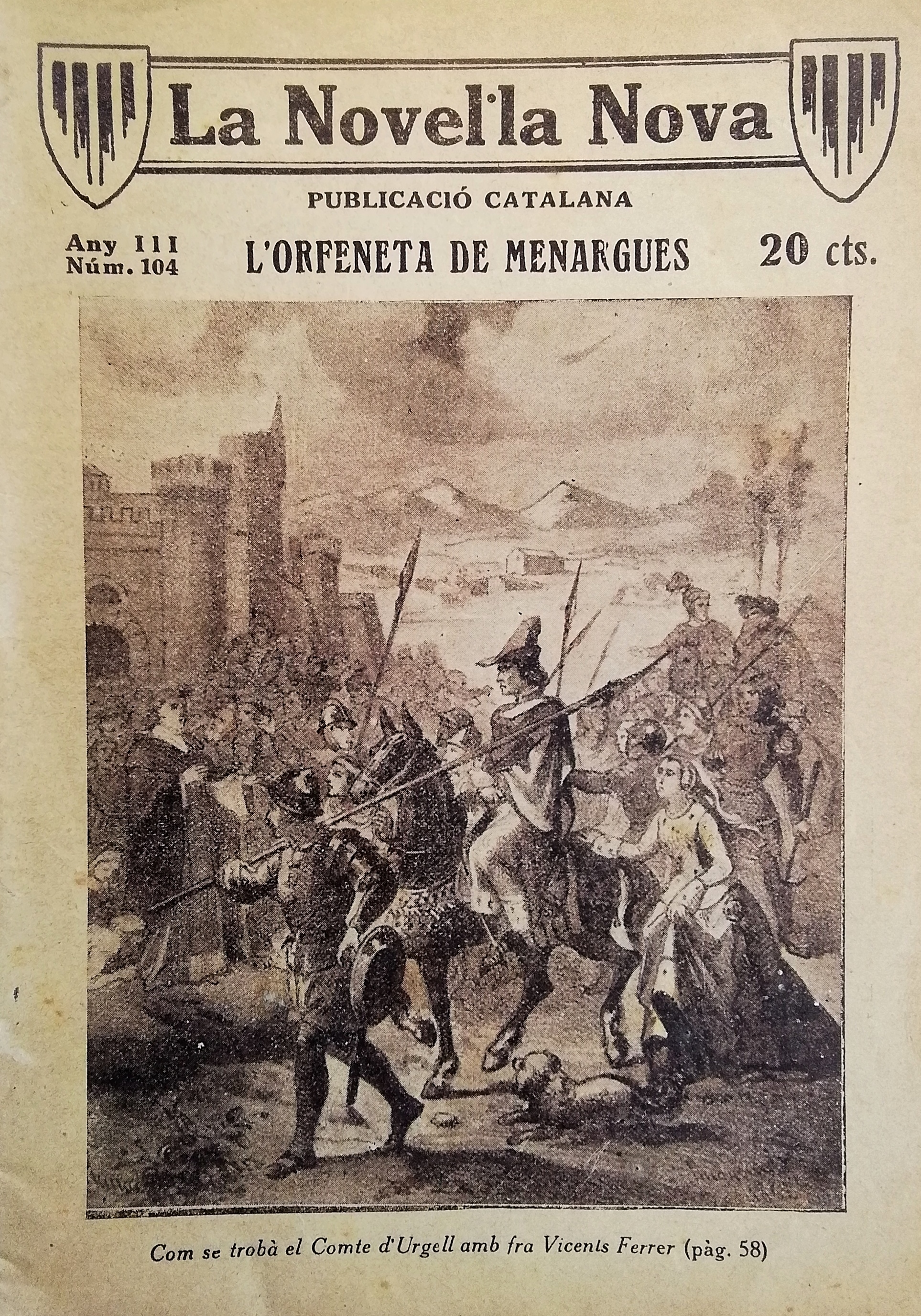
L'Orfaneta de Menargues d'Antoni de Bofarull és la primera novel·la històrica en català de l'edat contemporània, publicada l'any 1862. A la imatge, una edició posterior, en fulletons, dins la col·lecció La Novel·la Nova de l'any 1919

Hi ha dos grans gèneres dels quals parteixen tota la resta: el d'aventures i l'històric, on es dona rellevància a l'acció i a l'ambient, respectivament. De les aventures medievals, parteixen els llibres de viatges, els encontres amorosos (i d'ells la literatura eròtica i rosa), així com la fantasia i les novel·les de màgia. Si les aventures afecten decisivament el protagonista i el que és realment important és justament aquesta evolució, la novel·la s'anomena Bildungsroman o de formació.
De la descripció històrica, d'altra banda, sorgeixen els quadres de costums, la novel·la social i realista, així com la utopia, la ciència-ficció, la novel·la de terror i fins i tot la novel·la de tesi, on a partir d'un retrat contemporani s'intenta extreure un ensenyament concret anàleg a la faula.
La novel·la experimental trenca conscientment els límits dels gèneres per crear un joc amb la llengua i la literatura on s'involucra el lector. Igualment, la novel·la humorística i les paròdies de cada gènere usen normes i convencions per crear un efecte còmic.

### Tipologia
La novel·la és el regne de la llibertat de contingut i de forma. És un gènere proteic que presenta al llarg de la història múltiples formes i punts de vista.
Per classificar aquest gènere s'ha de tenir en compte que existeixen diversos criteris de classificació emprats per les diferents tipologies proposades:

#### Pel to que manté l'obra
- Novel·la satírica és un gènere narratiu en el qual domina la sàtira.
- Novel·la humorística, una reacció creativa i distanciada enfront allò que apareix com a oficial i ortodox.
- Novel·la didàctica o d'evolució, segons les definicions proposades per Mikhaïl Bakhtín, té com a primera finalitat impartir ensenyaments als lectors. El gènere es va imposar durant l'edat mitjana, en la qual a través de narracions al·legòriques, es vol proposar "ensenyaments en matèria d'amor", principalment, a les dones. Un exemple pot ser el Roman de la Rose.
- Novel·la realista

#### Per forma

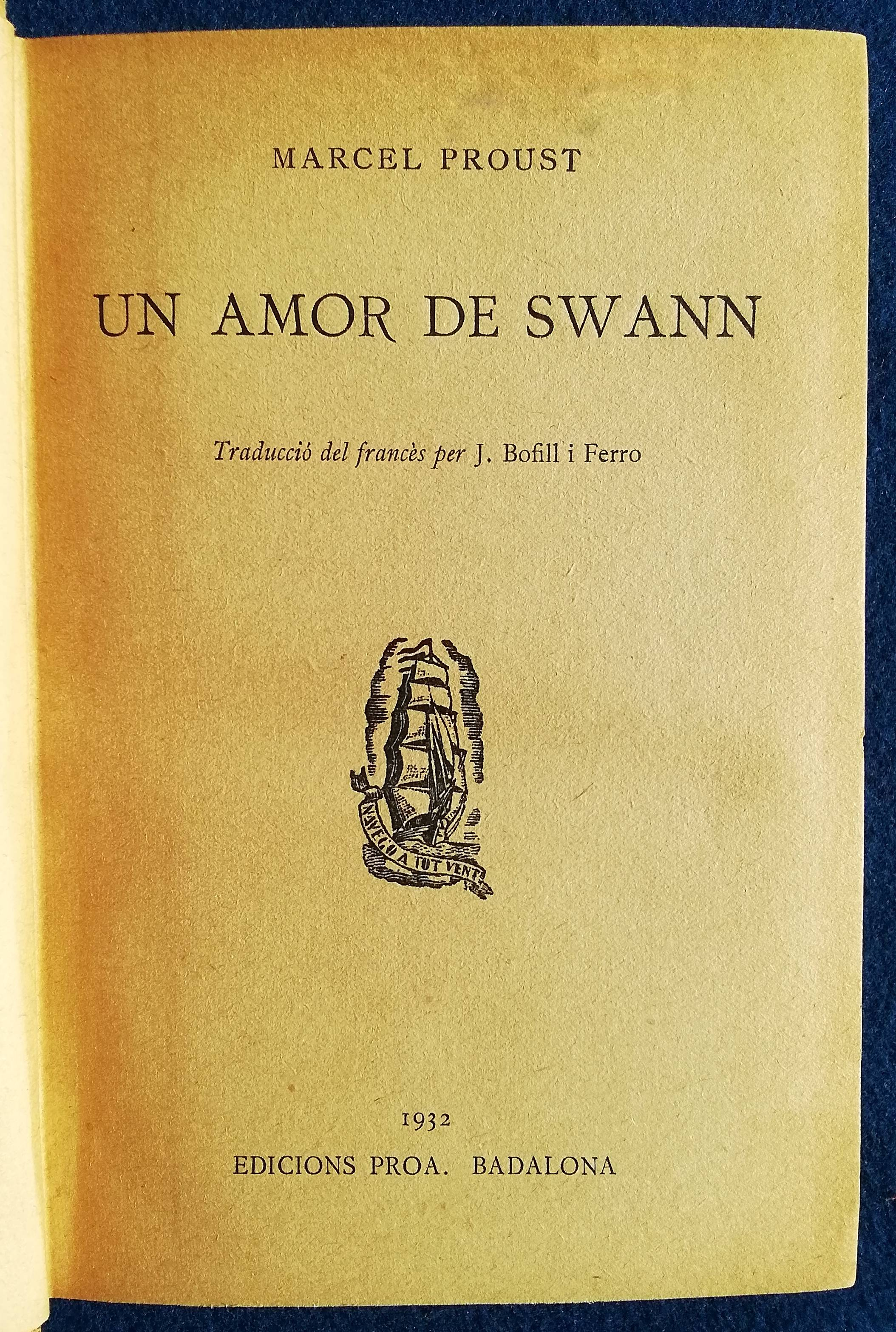
Marcel Proust va ser un dels grans novel·listes de la seva època. A la recerca del temps perdut, de set volums, és la seva obra capdal. A la imatge, un dels llibres que la componen. Traducció catalana publicada per la col·lecció A tot vent l'any 1932

- Marcel Proust va ser un dels grans novel·listes de la seva època. A la recerca del temps perdut, de set volums, és la seva obra capdal. A la imatge, un dels llibres que la componen. Traducció catalana publicada per la col·lecció A tot vent l'any 1932Novel·la autobiogràfica. Encara que es pugui donar el cas que tot allò atribuït a un personatge fictici són fets que ha experimentat l'autor, només es podria comprovar extratextualment. El lector no estableix amb el text el mateix tipus de relació, car no s'exigeix que el que s'explica a la novel·la sigui veritat.[1]
- Novel·la epistolar, escrita en forma de cartes (epístoles) enviades o rebudes pels personatges de la novel·la. A través de les cartes que escriuen es va mostrant l'evolució dels personatges. Un nou tipus de novel·la epistolar, basada en correus electrònics, es fa possible gràcies a l'entrada d'Internet. A diferència de la novel·la epistolar tradicional, l'ús de correus electrònics fa possible una trama més ràpida, dinàmica i àmplia, ja que Internet permet enviar un missatge a qualsevol part del planeta en breus segons.
- Novel·la dialogada: els personatges parlen per intruir i comunicar els seus pensaments al lector d'una manera més amena i dinàmica.
- Novel·la lleugera també anomenada ranobe (ラノベ), és una novel·la amb algunes il·lustracions d'estil manga, i el públic al qual està orientat són els joves. Tot i que les il·lustracions són per a joves, les novel·les lleugeres contenen més text que una novel·la tradicional. Les històries de les novel·les lleugeres poden ser després convertides en un manga o en una sèrie d'anime. També són normalment convertides en sèries en revistes literàries. Un exemple de novel·la lleugera pot ser Slayers , escrita per Hajime Kanzaka, i que es va convertir en una sèrie de manga i, posteriorment, en un anime molt popular del mateix nom. Les ranobes s'han tornat molt populars al Japó, i les editorials busquen nous talents mitjançant concursos anuals en els quals el guanyador rep una suma de diners amb la publicació de la novel·la. El Premi a la Novel·la Dangeki és el més famós: té més de 2000 participants anuals. Són clarament etiquetades com a novel·les lleugeres i es venen a un preu econòmic. S'estima que l'any 2007, el mercat de les novel·les va tenir un ingrés de 20 bilions de iens (al voltant de 167 milions de dòlars) i prop de 30 milions de còpies anuals publicades.
- Novel·la convencional: es narra en tercera persona i en passat; el relat és continu.

#### Per audiència o mode de distribució
- "Novel·letes capitulades" a Pinya de Rosa de Joaquim Ruyra. Publicada l'any 1920 per l'Editorial CatalanaNovel·la trivial.

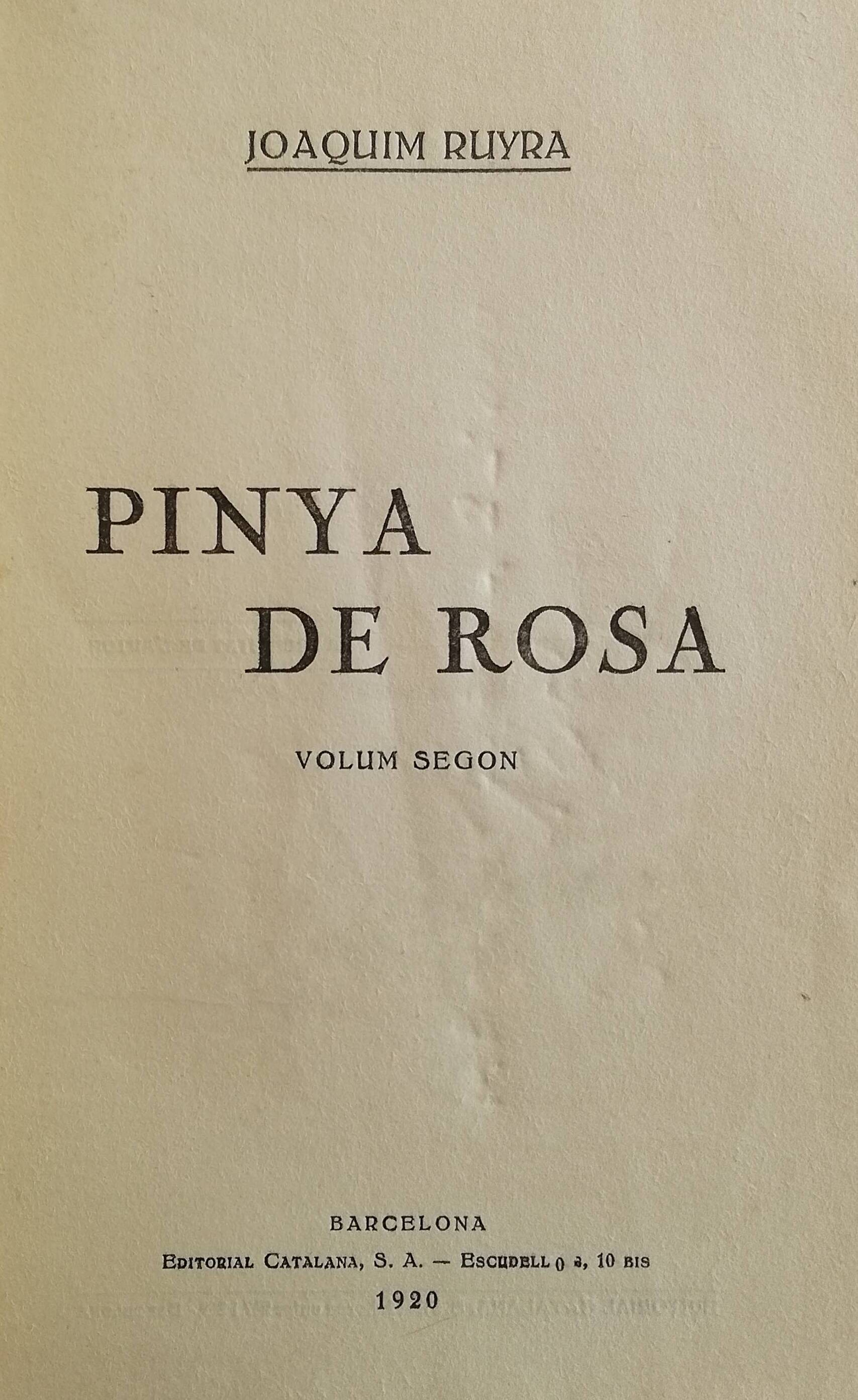
"Novel·letes capitulades" a Pinya de Rosa de Joaquim Ruyra. Publicada l'any 1920 per l'Editorial Catalana

- Supervendes o "best-seller" és una novel·la amb molt d'èxit. El terme designa teòricament només una gran quantitat de vendes, però ha esdevingut un gènere propi. Així els supervendes són obres de ficció, de fàcil lectura i de baix nivell literari (justament per això va sorgir l'etiqueta "supervendes de qualitat" per distingir les obres populars que són ben considerades per la crítica). Els supervendes acostumen a estar envoltats d'una cuidada promoció i tenen una durada determinada en la història de la literatura, a diferència dels clàssics. Apareixen en les llistes de més venuts dels diaris i es multiplica la seva fama. Aquestes llistes poden arribar a ser molt polèmiques, ja que determinen en gran manera l'èxit de la campanya de les editorials. Malgrat l'opinió generalitzada en contra dels supervendes com a productes senzills, els seus defensors argumenten que moltes de les obres de culte d'avui dia van ser considerades supervendes en el seu moment i que aquests llibres fomenten la lectura.
- Novel·la per entregues o novel·la fulletonesca és una novel·la popular en què la publicació és feta per episodis en un diari. Aquesta és una categoria de novel·la que es defineix per la seva forma i no pels seus mèrits (com la novel·la epistolar). Una nova sèrie pot ser, a més, una novel·la d'amor, aventura, policíaca o novel·la eròtica sense restricció de gènere. Des dels seus orígens (1836), el drama romàntic és considerat com una subproducció literària, i la virulència de les observacions formulades a mitjans del segle xix pels seus detractors, no semblen coincidir amb els noms de Charles Dickens Dumas o Balzac, que van ser novel·listes per entregues en el seu temps. La història d'aquest mode de relat permet comprendre millor les qüestions d'ordre ètic i estètic que ha posat des de la seva aparició, i que són sempre d'actualitat.
- Novel·la de literatura infantil o juvenil, dedicada als lectors més joves.

#### Per contingut

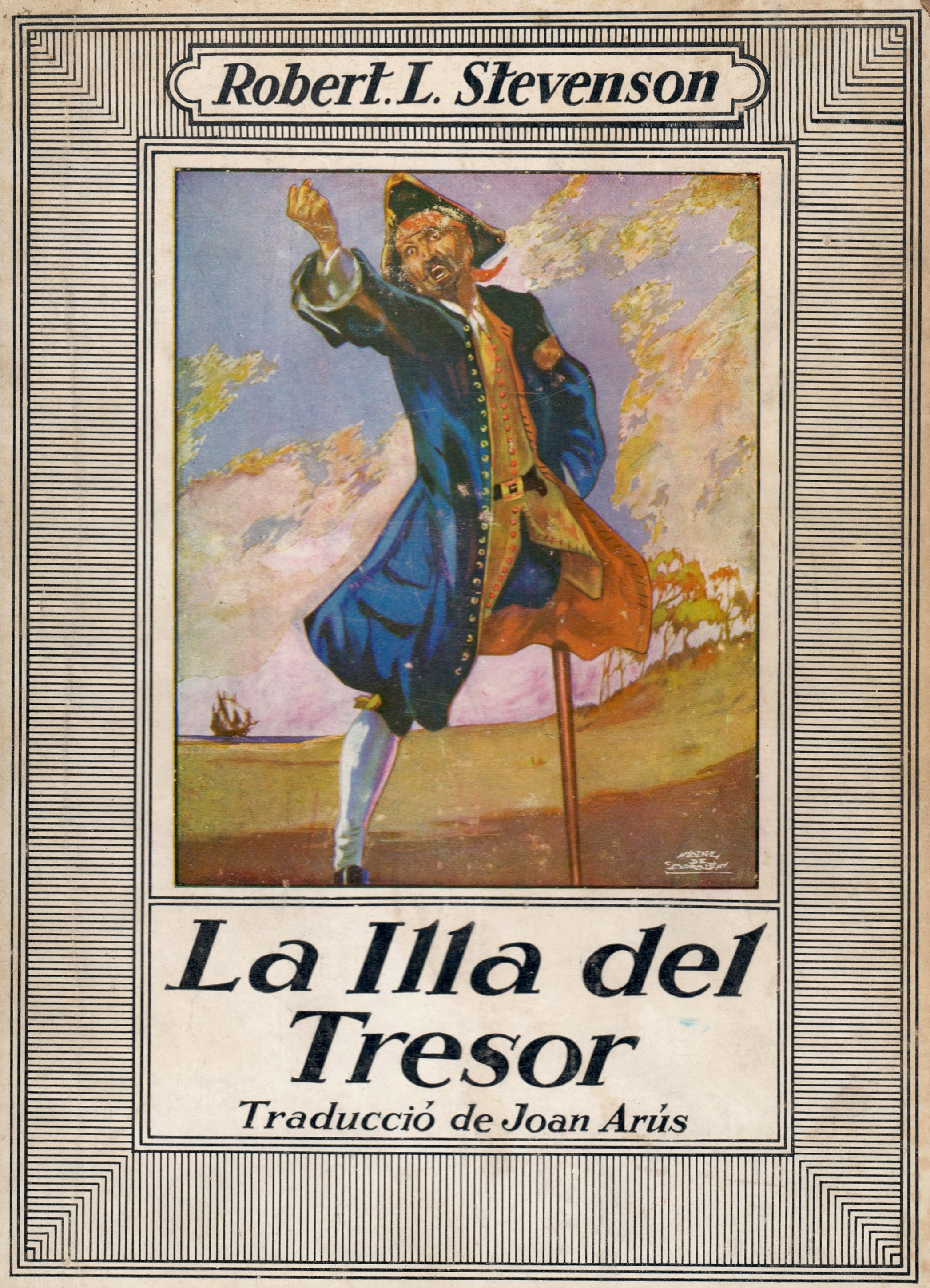
La Illa del Tresor de Robert L. Stevenson, edició publicada a Barcelona l'any 1926

- La Illa del Tresor de Robert L. Stevenson, edició publicada a Barcelona l'any 1926Novel·la d'aventures és un gènere literari que emfatitza el seu argument mitjançant els viatges, el misteri i el risc. Aquests múltiples escenaris o subgèneres són sinònims de les preferències del lector, que tendeix a identificar-se amb l'heroi. Així doncs, hi ha una àmplia la categoria conceptual que dona lloc al misteri o a la recreació del futur, el risc calculat, el lideratge del personatge principal i el suspens pel control de l'aventura. Una altra característica recurrent és l'acció: bàsica per al desenvolupament de la trama que domina als escenaris.
- Novel·la bizantina o llibres d'aventures peregrines, és un dels principals tipus de prosa narrativa del segle xvii. En certa manera, es tracta del gènere antecessor de la novel·la d'aventures moderna.
- Novel·la cavalleresca, no s'ha de confondre amb novel·la de cavalleries. Les "novel·les cavalleresques", a diferència de la novel·la de cavalleries, són històries més modernes dels segles xiv, xv i xvi que pretenien reflectir el món real dels cavallers de l'època. És per això que els personatges són més humans i les situacions tenen lloc en ambients històrics i geogràfics més propers i més creïbles. Un exemple d'aquest corrent és el Tirant lo Blanc , escrita pel cavaller valencià Joanot Martorell.
- Llibres de cavalleries són epopeies medievals europees redactades en vers o en prosa que narren incidents llegendaris, sovint basats en fets reals, amb cavallers errants que viuen aventures extraordinàries. En general, les cançons de gesta les recitaven cantant intèrprets professionals, els primers romans també estan destinats a ser llegits a un auditori (no cantats, al contrari que la cançó de gesta), mentre que les novel·les de cavalleries s'associen amb les lectures privades. El llibre de cavalleria és un gènere literari en prosa, de gran èxit i popularitat a Espanya i a Portugal durant segle xvi, que va ser víctima de la paròdia de Miguel de Cervantes Saavedra en el llibre El Quixot de la Manxa. S'escriuen des de final del segle xv fins al 1602 i comencen a perdre la seva popularitat cap a 1550. L'últim llibre original, Policisne de Boècia, es publica en 1602, però molts dels llibres de cavalleries segueixen reeditant-se durant tot el segle xvii.
- Ciència-ficció. També va ser coneguda en el seu origen com a literatura d'anticipació, que és la denominació popular amb què es coneix a un dels gèneres derivats de la literatura de ficció (juntament amb la novel·la fantàstica i la novel·la de terror). Va començar pròpiament a la segona meitat del segle xix amb novel·les científiques de Jules Verne (1828-1905), on la ciència era considerada una invenció, i també amb les novel·les de crítica social amb orientació científica de H. G. Wells (1866-1946).
- Novel·la cortesana es tracta d'un tipus de literatura d'evasió que és el correlat en prosa de la comèdia de capa i espasa, amb la qual té tantes coses té en comú. La coincidència que és quelcom acceptada unànimement per la crítica actual: els seus personatges més característics coincideixen en gairebé tot, des de la convencional onomàstica fins a la seva manera de sentir, d'actuar i d'expressar; amb els propis de l'esmentada gènere teatral.

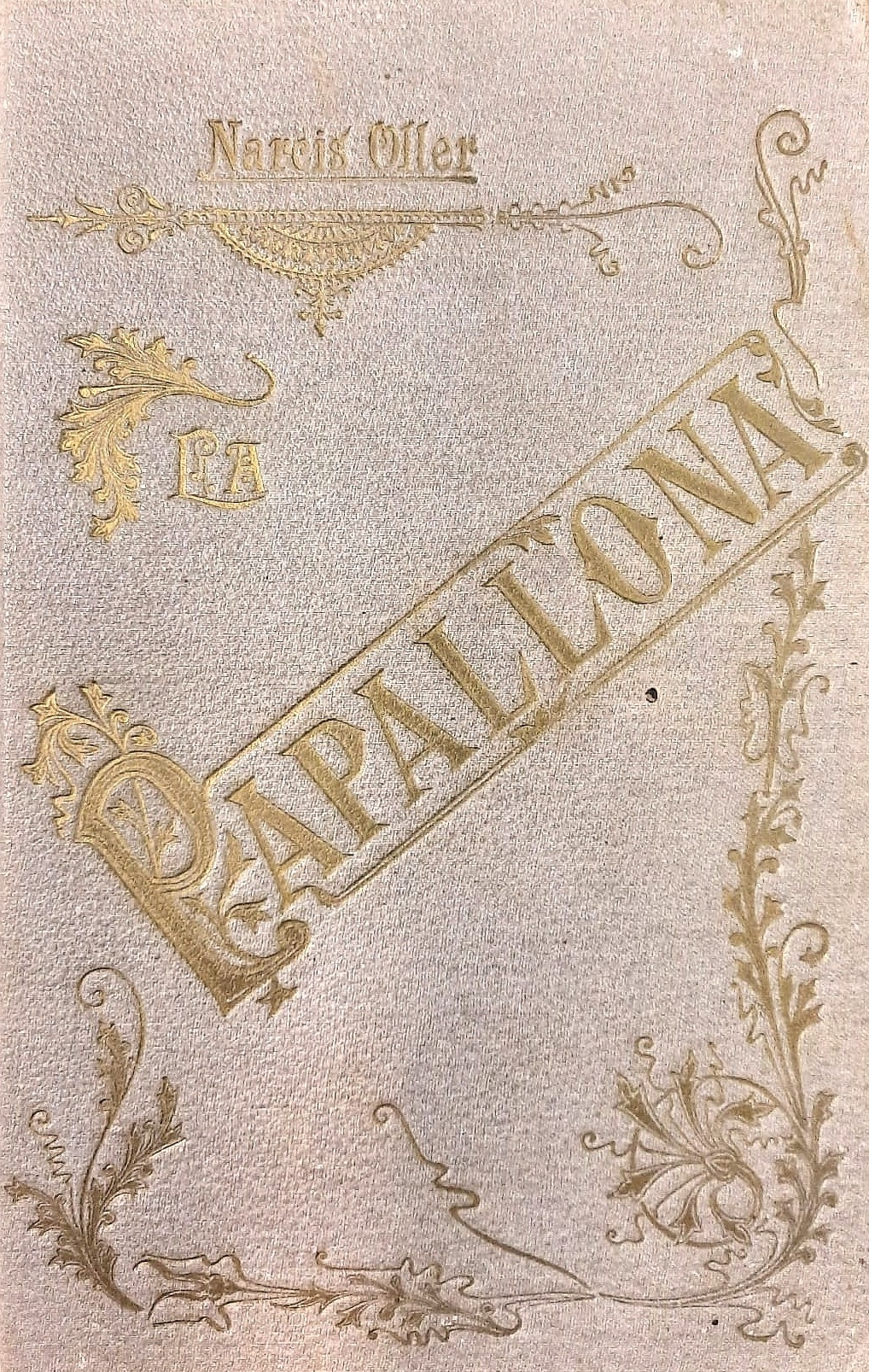
La Papallona de Narcís Oller, considerada la primera novel·la catalana moderna. Edició de l'any 1902 amb un epíleg de l'escriptor francès Émile Zola

- La Papallona de Narcís Oller, considerada la primera novel·la catalana moderna. Edició de l'any 1902 amb un epíleg de l'escriptor francès Émile ZolaNovel·la costumista o de costums: descriu l'ambient en què es mouen els personatges i les formes de vida d'un grup social concret: els costums, la tipicitat dels personatges, la quotidianitat de les seves vides... Aquest tipus de novel·la va donar lloc al realisme i al naturalisme. És un gènere típic del segle xix, amb autors com Honoré de Balzac i Zola a França; Dickens; Gógol i Turguénev a Rússia; i a Espanya: Fernán Caballero, Felipe Trigo, Pardo Bazán, Pereda o Vicent Blasco Ibáñez. En català: Frederic Soler i Àngel Guimerà.
- Novel·la d'espies, novel·la d'espionatge o thriller (suspens) polític va sorgir abans de la Primera Guerra Mundial més o menys al mateix temps que els primers serveis d'intel·ligència. Aquest camp gairebé no ha tingut gaire suport de la crítica, tot i ser intuïtiu, literari, i, en algunes obres, políticament important. Tanmateix, al mateix temps ha comptat des dels seus inicis amb el suport popular. L'interès va decaure únicament després de la guerra freda (després de la caiguda del Mur de Berlín el novembre de 1989). No obstant això, arran dels atemptats de l'11 de setembre de 2001, l'interès per aquest tipus de novel·la va revifar, cosa que inicià un canvi quant al gènere.
- Els thrillers o les novel·les de suspens generen en l'espectador o el lector tensió o angoixa. El lector comença a pensar en allò que els podria passar als personatges de la història.
- Novel·la detectivesca és el gènere novel·lístic centrat en la investigació d'un delicte, generalment un assassinat per part d'un personatge (sovint individual i protagonista). El "detectiu" pot ser bàsicament un simple afeccionat; un professional de caràcter privat o un funcionari policial. La novel·la detectivesca és un dels grans gèneres que conformen la novel·la de gènere i que constitueix una de les lectures de major èxit popular. El camp de la novel·la detectivesca s'encavalca a voltes amb el d'altres gèneres, com ara la novel·la d'acció (el thriller de l'anglès) i la novel·la de misteri.
- Novel·la enigma: tracta el crim com un misteri que s'ha de resoldre, la qual cosa permet desplegar els dots excepcionals de l'investigador, més o menys excèntric. D'aquesta manera, la novel·la centra l'interès en la investigació en si, per damunt del crim. La trama sovint es desenvolupa en ambients sofisticats de classe alta i tendeix a retratar el crim com a incident aïllat i estrictament individual, un mer parèntesi en un statu quo immutable i bàsicament just.
- Novel·la negra, de voluntat realista i sovint crítica, no defuig dels aspectes sòrdids del crim i els tracta com a símptoma de la societat que els fa possible. Com la va definir Raymond Chandler en el seu llibre El simple art de matar, la novel·la negra és la novel·la del món professional del crim. El seu adjectiu "negra" es deu a dos factors principals quant a l'aparició d'aquesta novel·la: d'una banda, va ser publicada, originàriament, a la revista Black Mask dels Estats Units i, de l'altra, va aparèixer en la col·lecció Série Noire francesa, nom que remet als ambients "foscos" que aconsegueix l'efecte de l'acció. El terme de "novel·la negra", també s'associa a un tipus de novel·la policíaca en la qual la resolució del misteri no és en si l'objectiu principal. En resum, l'acció de la novel·la negra és habitualment molt violenta i les divisions entre el bé i el mal estan bastant difuminades. La major part dels seus protagonistes són individus derrotats, en decadència, que busquen trobar la veritat (o almenys algun indici de veritat).
- Novel·la policíaca protagonitzada per funcionaris de la policia i l'acció se centra en els procediments que donen lloc a la resolució del cas.
- Novel·la de campus, on tota l'acció transcorre dins del campus d'una universitat

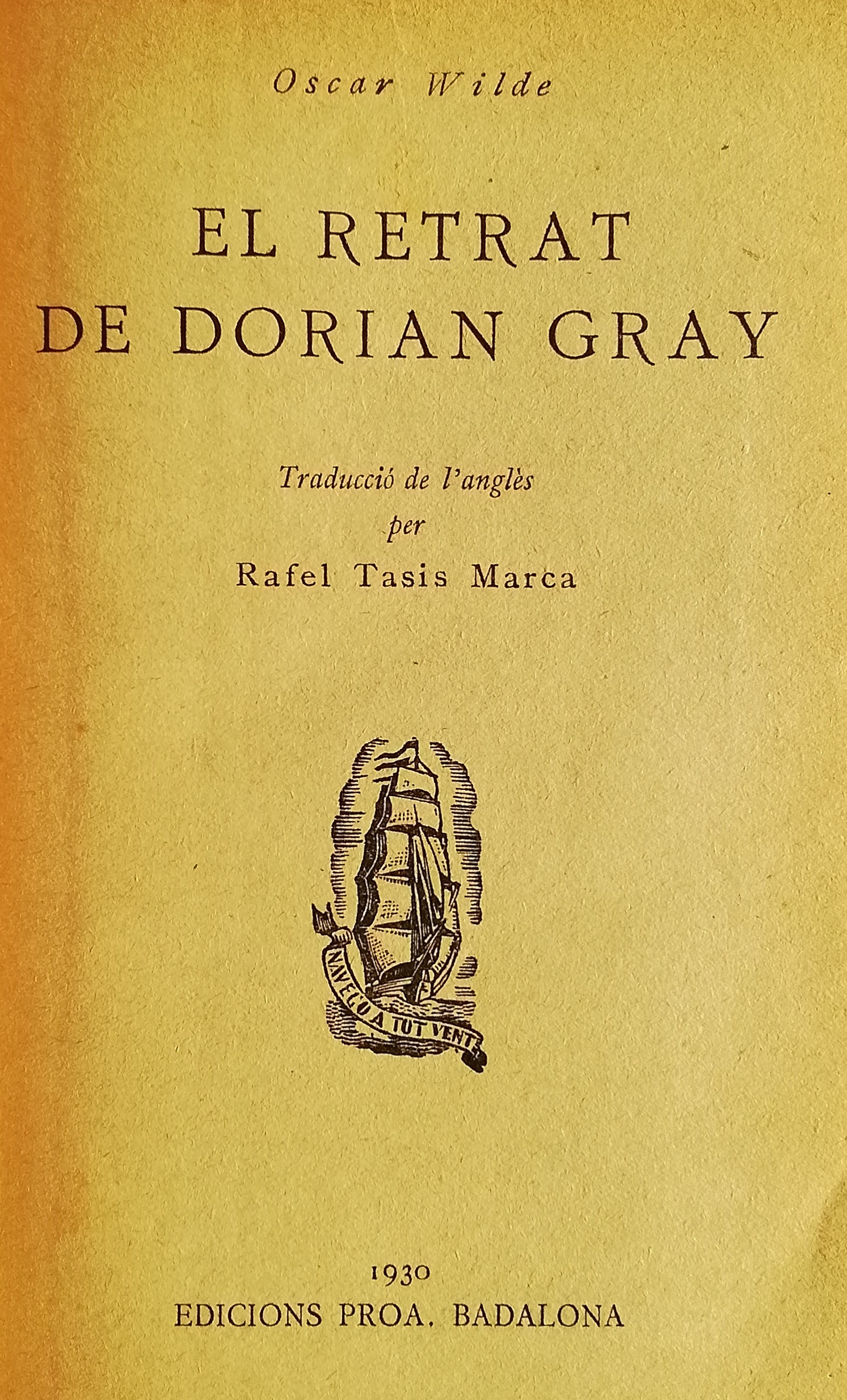
El retrat de Dorian Gray, d'Oscar Wilde. Edició publicada per Edicions Proa dins la col·lecció A tot vent, l'any 1930

- El retrat de Dorian Gray, d'Oscar Wilde. Edició publicada per Edicions Proa dins la col·lecció A tot vent, l'any 1930Novel·la fantàstica és un gènere dins de la narrativa basat sobretot en els elements de fantasia que es poden agrupar en diversos subgèneres diferents, entre els quals hi ha la literatura de terror, de Ciència-ficció i de gòtic. En sentit ampli es pot parlar de literatura fantàstica o de fantasia des dels començaments de l'home, quan es recitaven versos propiciatoris de caràcter sagrat o èpic per demanar la benevolència dels déus o celebrar les gestes dels guerrers. A la literatura moderna es considera que va començar amb els contes de fades i la faula, uns gèneres nascuts per estimular més la fantasia dels adults i no tant la dels nens, encara que actualment l'associem a la infància.
- Novel·la gòtica és un gènere literari relacionat estretament amb el de terror i tot el que aquest implica, fins al punt que és difícil diferenciar un de l'altre. De fet, no es pot dir que existeixi la novel·la de terror fins a l'aparició del terror gòtic. Cal distingir la narració popular fantàstica (folklore) dels contes tradicionals que es desenvolupen des de la fi del segle xviii fins a l'actualitat i posseeixen característiques diferents, associades en general amb el moviment estètic conegut com a Romanticisme.
- Novel·la històrica és un tipus de narrativa que va sorgir com a gènere independent durant el Romanticisme amb l'obra de Walter Scott. El gust pel passat medieval heroic va portar a ambientar-hi les novel·les. A partir d'aquí, van proliferar les històries ambientades en diferents períodes dirigides a un públic massiu.
- Novel·la morisca és un gènere literari de la prosa narrativa de caràcter idealista dins la prosa de ficció del segle xvi. Es caracteritza per presentar protagonistes musulmans que idealitzen les relacions entre moros i cristians oferint exemples de convivència i generositat entre ells. La novel·la parla de musulmans que no lluiten contra els cristians perquè estan en pau. En certa manera, era una manera de pacificar el país i d'evitar més conflictes dels que ja existien.
- Novel·la pastoral és un subgènere narratiu èpic que es va configurar històricament al Renaixement a partir de l'aparició de l'Arcadia de l'italià Jacopo Sannazaro.
- Novel·la picaresca és un gènere literari narratiu en prosa de caràcter molt característic de la literatura espanyola, per bé que va tenir una repercussió a la literatura europea. Va sorgir els anys de transició entre el Renaixement i el barroc durant l'anomenat Segle d'Or espanyol.

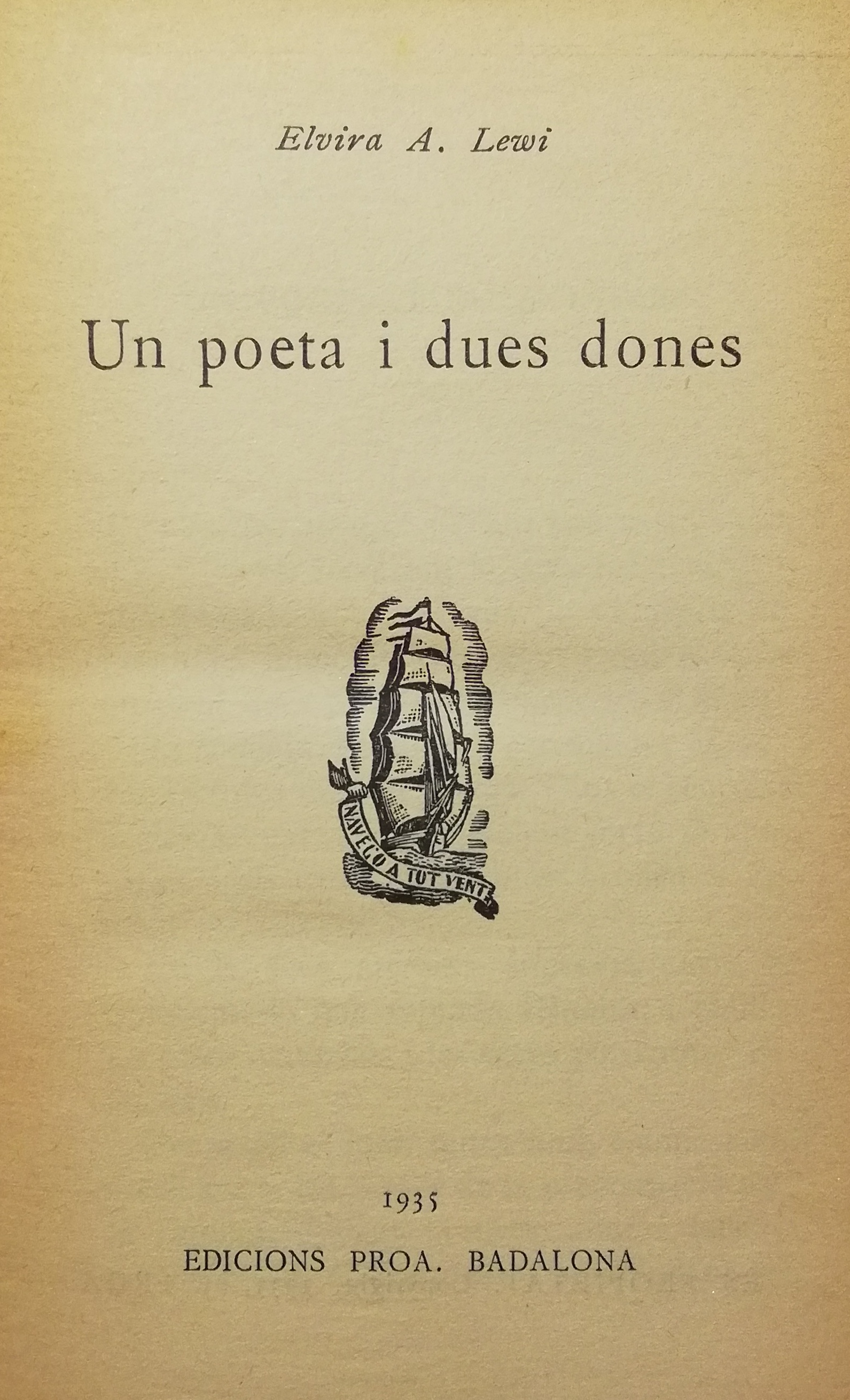
Un poeta i dues dones d'Elvira Augusta Lewi, novel·la psicològica i poc convencional a l'època que reflexiona sobre la naturalesa de l'art. Publicada per la col·lecció A tot vent l'any 1935

- Un poeta i dues dones d'Elvira Augusta Lewi, novel·la psicològica i poc convencional a l'època que reflexiona sobre la naturalesa de l'art. Publicada per la col·lecció A tot vent l'any 1935Novel·la sentimental és aquella que narra una història d'amor amb un final feliç. Al si de la literatura espanyola, aquest nom també designa un subgènere literari històric que es desenvolupa entre el Prerenaixement del segle xv i el Renaixement de la primera meitat del segle xvi. S'inclou dins del gènere èpic o narratiu i està escrit en prosa amb versos intercalats, de vegades en forma epistolar. Posseeix una temàtica amorosa sovint dins de les lleis de l'anomenat amor cortès.
- Novel·la social: disminueix en certa manera la descripció de vides individuals i les substitueix per una col·lectivitat. No és important l'ésser humà en si, sinó l'ésser humà com a part d'un grup o classe social. L'actitud d'aquesta novel·la és crítica amb un afany de denunciar situacions, ambients i modes de la vida d'un grup.
- Novel·la de terror és un subgènere dins de la novel·la, que és, alhora, un subgènere de l'èpica o de la narrativa. La seva principal característica i tret distintiu és el conreu de la por i les seves emocions associades com a principal objectiu literari. La novel·la de terror constitueix un dels formats habituals en els quals es presenta avui dia la nova literatura de terror gòtic.
- Novel·la del Vell Oest és un gènere literari de la literatura popular o de consum. En general, està ambientada als Estats Units d'Amèrica del segle xix, durant el període d'expansió d'aquesta nació cap a l'anomenat far west(el "llunyà oest"). Els seus personatges característics són el xèrif, els texans, el bandit o els malfactors del pistoler, l'estafador, l'hisendat ramader d'ovelles o bestiar, els indis, els mexicans, els militars sudistes o nordistes, els cercadors d'or, les ranxeres, els predicadors, les noies alegres del saloon i tots els tòpics forjats pels creadors del gènere: James Fenimore Cooper autor de L'últim dels mohicans (1826), Washington Irving autor de les Western Journals (1832), els escriptors costumistes del Realisme nord-americà Francis Bret Harte i Mark Twain, l'alemany Karl May i el veritable iniciador del gènere, Owen Wister amb la seva novel·la L'Virginiano (1902). En general, la novel·la de l'oest exemplifica la ideologia del Destí Manifest, però no va més enllà: la seva intenció fonamental és entretenir (com passa a la novel·la d'aventures un dels subgèneres més importants). Alguns crítics pensen que aquest gènere literari només serveix com a origen i com a font d'un gènere cinematogràfic superior: el western. El cinema ho amplia, li ho apropia i li atorga una major dignitat, mentre que el western literari és regularment de poca qualitat en comparació amb la seva versió cinematogràfica, la qual assoleix grans cotes d'art.

#### Per estil
- Novel·la realista és aquella on els escriptors es preocupen per fer una pintura precisa de la societat. Més endavant, aquesta donarà lloc a moviments coetanis com el Naturalisme.
- Novel·la naturalista va ser un moviment que es va donar al final del segle xix. Pretén copsar la realitat de manera absolutament objectiva, és per això que sovint es diu que és una evolució del realisme. A més a més, realça aspectes de l'entorn que fins aquell moment encara no havien aparegut en les obres artístiques: les classes socials desfavorides, els problemes, les malalties, els temes sexuals... Regna la crítica social amb un aire força pessimista. Els principals protagonistes pertanyen al proletariat.
- Novel·la existencial es planteja la consciència de la mateixa existència humana i, en general, el sentit de la vida. Els temes per excel·lència van relacionats amb la fi del món humà: la mort, la fragilitat de la vida, la responsabilitat, la llibertat...

#### Per argument
- Novel·la psicològica o novel·la d'anàlisi psicològica també coneguda com a realisme psicològic, és una obra de ficció en prosa que emfatitza la caracterització interior dels seus personatges, els seus motius, circumstàncies i accions internes que neixen i es desenvolupen a partir de les accions externes. La novel·la psicològica "posposa la narració a la descripció dels estats d'ànim, passions i conflictes psicològics"[2] dels personatges.
- Novel·la de tesi. És la que dona més importància a les intencions de l'autor, generalment ideològiques, que a la narració. Era molt conreada durant el segle xix, especialment per Fernán Caballero i el Luis Coloma.
- Novel·la testimoni. És un gènere literari híbrid entre la novel·la tradicional i el discurs testimoni provinent dels estudis d'historiografia. Igual que altres gèneres literaris de la postmodernitat, la novel·la testimoni presenta característiques d'hibridisme, de barreja de gèneres. També s'anomena relat real, o relat metaficcional. És un relat literari, però de factura periodística.

Algunes varietats de novel·la «lleugera», no considerades com a serioses a l'inici, s'han convertit gèneres autèntics: les de detectivesco o de ciència-ficció i les novel·les roses molt populars, encara eren ignorades pels crítics i els acadèmics. Fins fa poc temps, les millors novel·les de certs subgèneres han començat a ser reconegudes com a literatura seriosa.

## Algunes novel·les importants
- Odissea, Homer
- Segle II, en grec antic - Dafnis i Cloe de LongusGuerra i Pau de Tolstoi, una de les novel·les històriques més importants de la literatura universal

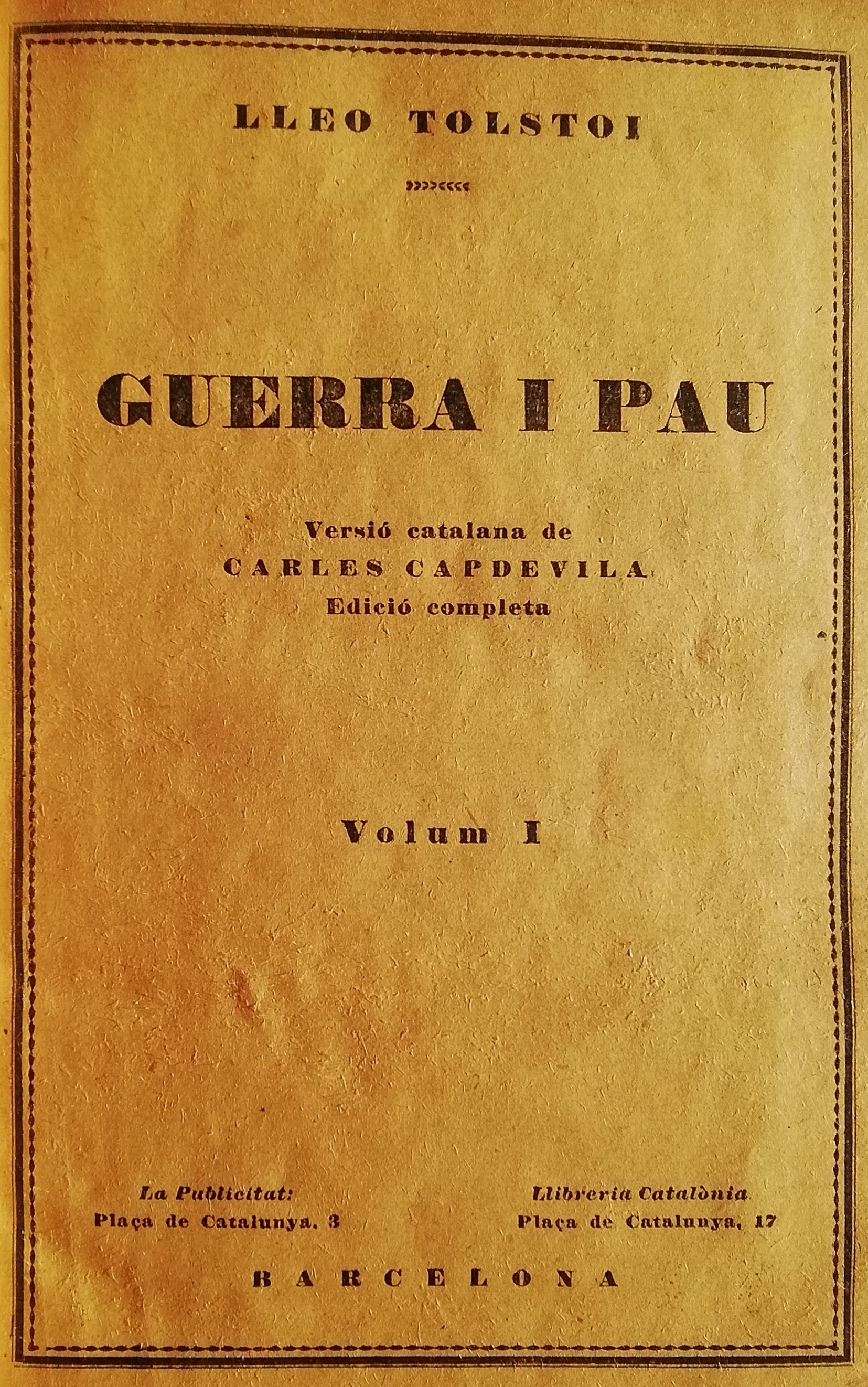
Guerra i Pau de Tolstoi, una de les novel·les històriques més importants de la literatura universal

- Segle XI, en japonès - Genji Monogatari de Murasaki Shikibu
- 1353, en italià - Decameró, de Giovanni Boccaccio
- 1386-1400, en anglès - Els contes de Canterbury, de Geoffrey Chaucer
- 1490, en català - Tirant lo Blanc, de Joanot Martorell
- Amadís de Gaula, de Garci Rodríguez de Montalvo
- Utopia, de Thomas More
- Gargantua i Pantagruel, de François Rabelais
- Lazarillo de Tormes (anònim)
- El Quixot, de Miguel de Cervantes
- Robinson Crusoe, de Daniel Defoe
- Clarissa, de Samuel Richardson
- Tristram Shandy, de Laurence Sterne
- El roig i el negre, de Stendhal (Henri Beyle)
- Madame Bovary, de Gustave Flaubert
- Ulisses, de James Joyce
- 1932, Vida privada, de Josep M. de Sagarra
- Cent anys de solitud, de Gabriel García Márquez
- 1962 - La plaça del diamant, de Mercè Rodoreda
- No Game No Life

## Temes relacionats
- Escriptor